# Meliora
Meliora – trzeci album studyjny szwedzkiego zespołu muzycznego Ghost. Wydawnictwo ukazało się 21 sierpnia 2015 roku nakładem wytwórni muzycznych Spinefarm Records, Rise Above Records, Reaktor Recordings i Loma Vista Recordings. Premierę płyty poprzedził singel pt. "Cirice", który trafił do sprzedaży 31 maja, także 2015 roku.
Album dotarł do 8. miejsca listy Billboard 200 w Stanach Zjednoczonych sprzedając się w nakładzie 29 tys. egzemplarzy w przeciągu tygodnia od dnia premiery.

## Lista utworów
Opracowano na podstawie materiału źródłowego.
1. "Spirit" – 05:15
2. "From the Pinnacle to the Pit" – 04:02
3. "Cirice" – 06:02
4. "Spöksonat" – 00:56
5. "He Is" – 04:13
6. "Mummy Dust" – 04:07
7. "Majesty" – 05:24
8. "Devil Church" – 01:06
9. "Absolution" – 04:50
10. "Deus in Absentia" – 05:37

Wydanie Best Buy
1. "Year Zero" (na żywo) – 5:00
2. "If You Have Ghosts" (na żywo) – 4:13

Meliora Redux
1. "Zenith" – 6:05
2. "Square Hammer" – 3:59
3. "Nocturnal Me" – 5:13 (cover Echo & the Bunnymen)
4. "I Believe" – 4:06 (cover Simian Mobile Disco)
5. "Missionary Man" – 3:42 (cover Eurythmics)
6. "Bible" – 6:34 (cover Imperiet)

## Listy sprzedaży
| Lista                   | Kraj              | Pozycja |
| ----------------------- | ----------------- | ------- |
| Billboard 200           | Stany Zjednoczone | 8       |
| UK Albums Chart         | Wielka Brytania   | 23      |
| VG-Lista                | Norwegia          | 2       |
| Suomen virallinen lista | Finlandia         | 1       |